# Koyo Bear
Koyo Bear (コーヨーベアー, Kōyō Beā) es una empresa japonesa de calzado deportivo.

## Zapatos de tenis de mesa
A la marca se le atribuye la creación de los primeros zapatos de tenis de mesa fabricada específicamente para el deporte, denominada Sharpman. El Sharpman se introdujo al mercado en colaboración con el jugador de tenis de mesa japonés y campeón del mundo Ichiro Ogimura, quien también diseñó los zapatos. [Como experto en tenis de mesa, Ogimura adaptó las Sharpman a las necesidades especiales de los jugadores de tenis de mesa, centrándose en características como el agarre, la ligereza y la comodidad. Los zapatos de lona blanca tenían dos líneas azules paralelas que bordeaban los ojales de los cordones, así como el borde superior de la parte del tobillo y del talón.
Judagores como Shigeo Itoh, Stellan Bengstsson, Hans Alser, Kjell Johansson, George Braithwaite y Pak Yung Sun usaron los Sharpman debido a la calidad del calzado. Koyo Bear fue el proveedor de calzado del Equipo Nacional de Tenis de Mesa de EE. UU. durante los Campeonatos Mundiales de Tenis de Mesa de 1969 en Múnich. El Sharpman fue usado por Glenn Cowan, que fue una de las figuras clave en un acontecimiento que se desencadenó durante los Campeonatos Mundiales de Tenis de Mesa de 1971 en Nagoya y que se conoció históricamente como la Diplomacia del ping-pong.

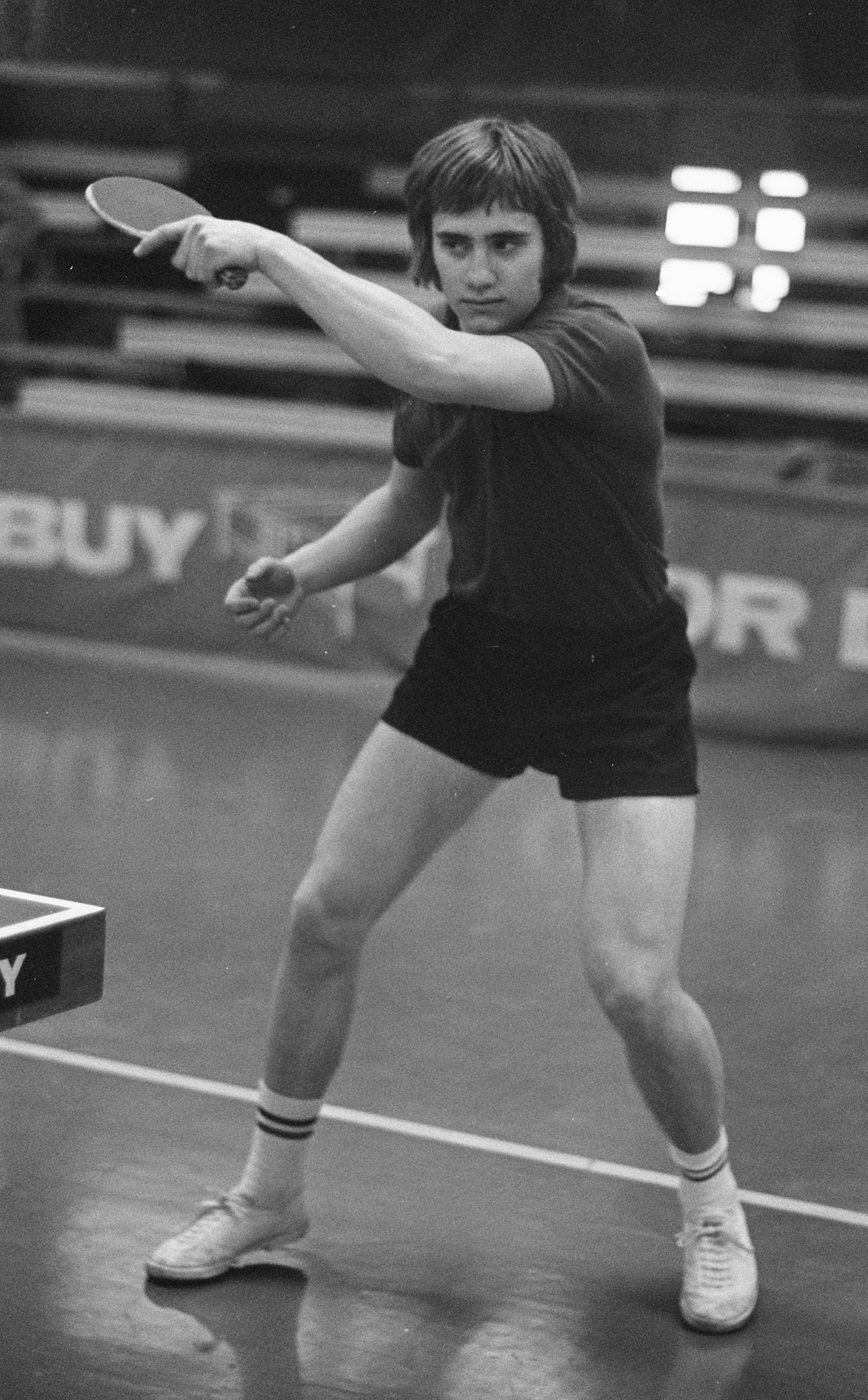
Stellan Bengtsson con elm zapato Sharpman
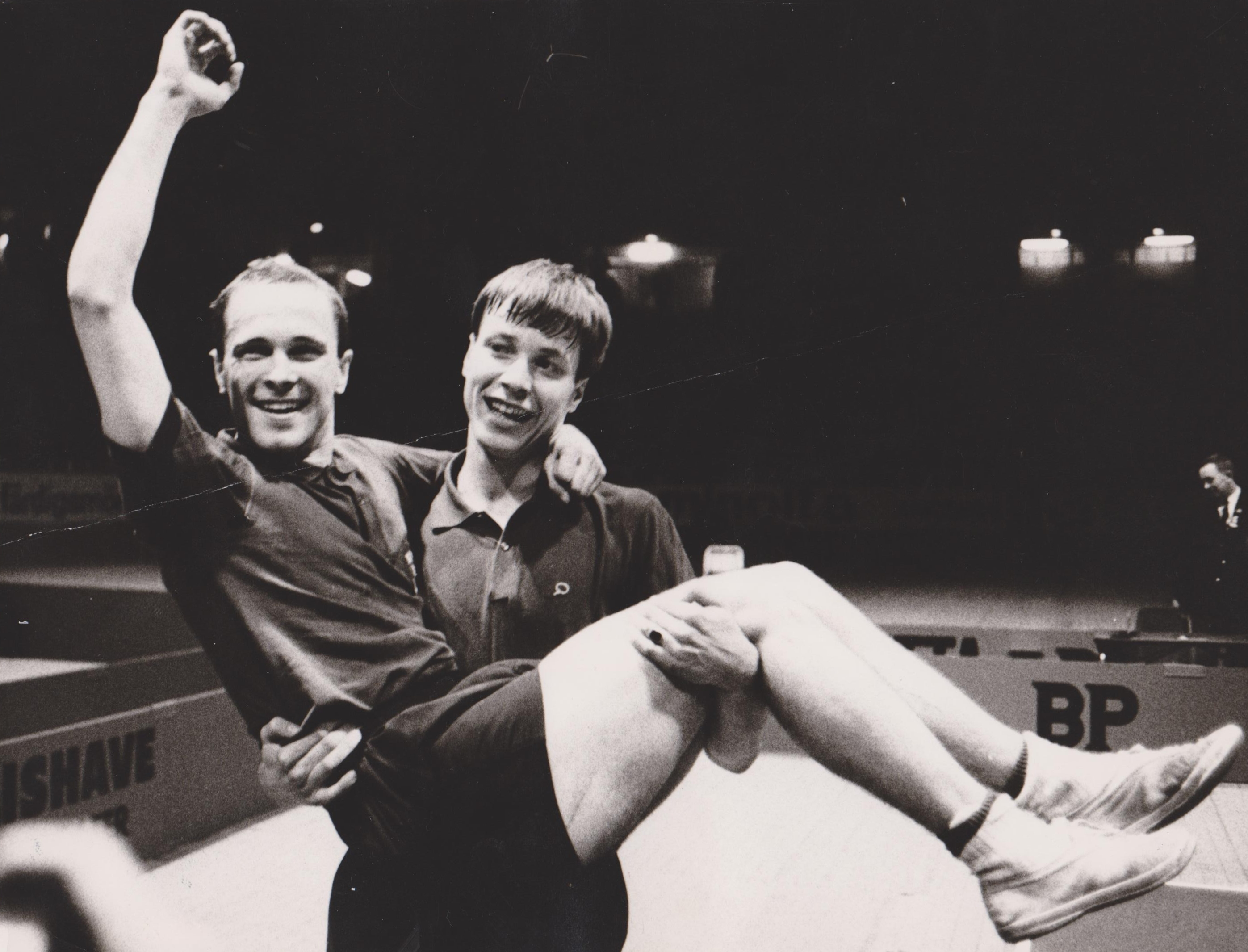
Hans Alser con Koyo Bear Sharpman y Kjell Johansson
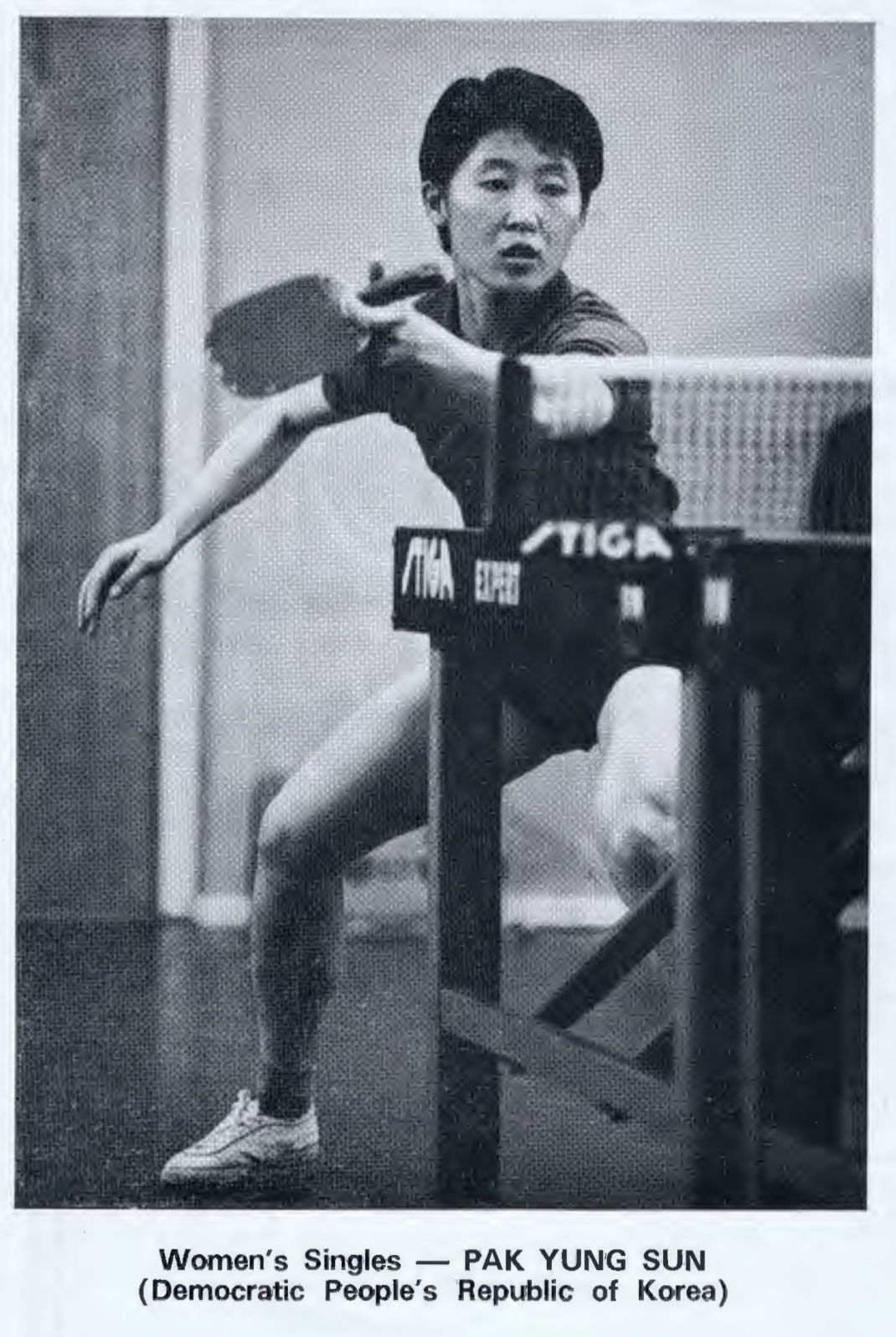
Pak Yung Sun con zapatos de tenis de mesa Koyo Bear Sharpman

Ogimura usó los zapatos cuando era campeón de gira.
En Inglaterra, el Koyo Bear Sharpman también se comercializó en cooperación con la marca Joola. Los zapatos que fueron puestos en libertad con Joola fueron llamados simplemente Koyo Bear Shoes y fueron.

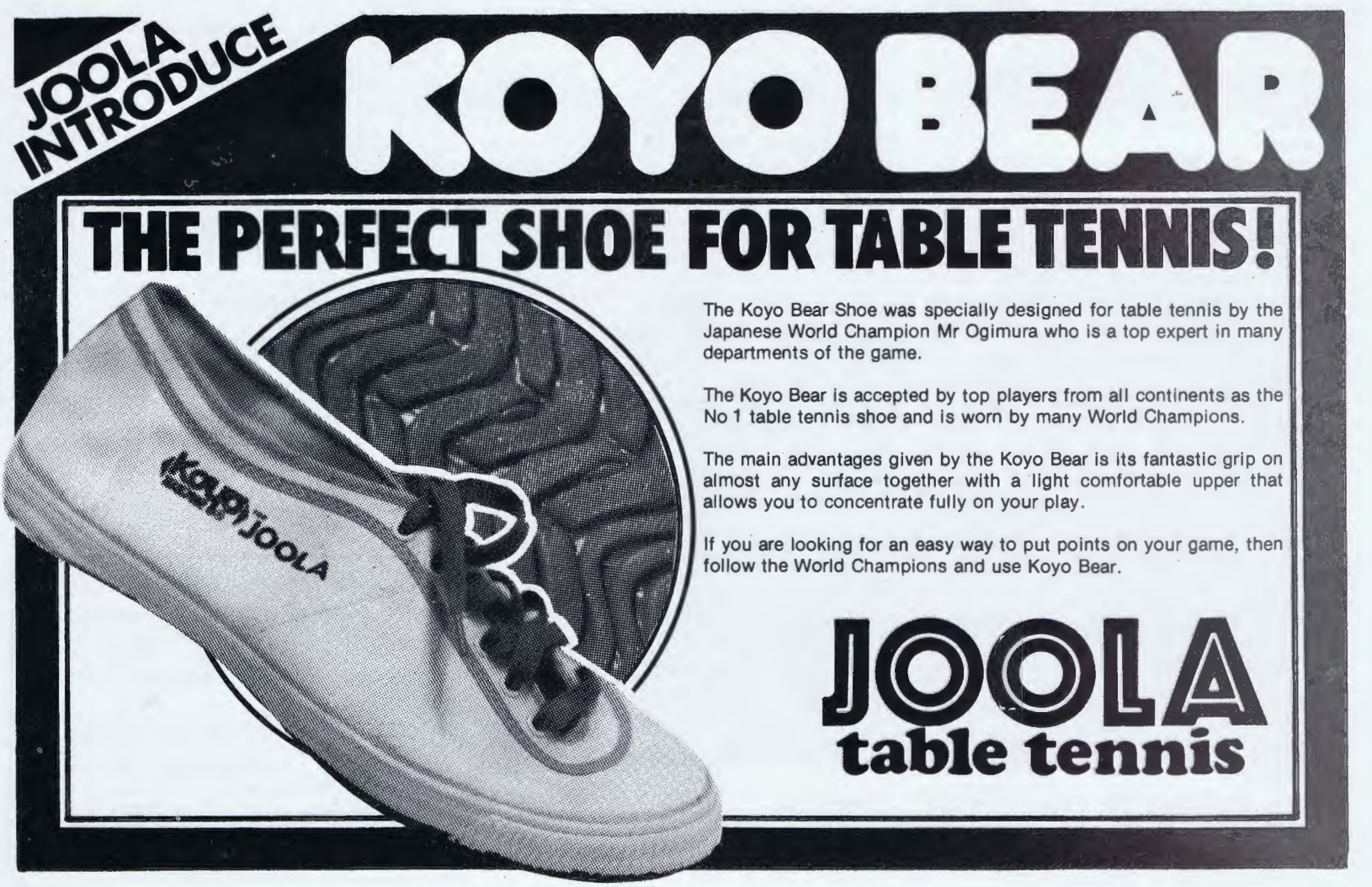
Koyo Bear Sharpman diseñado por Ichiro Ogimura anuncio antiguo
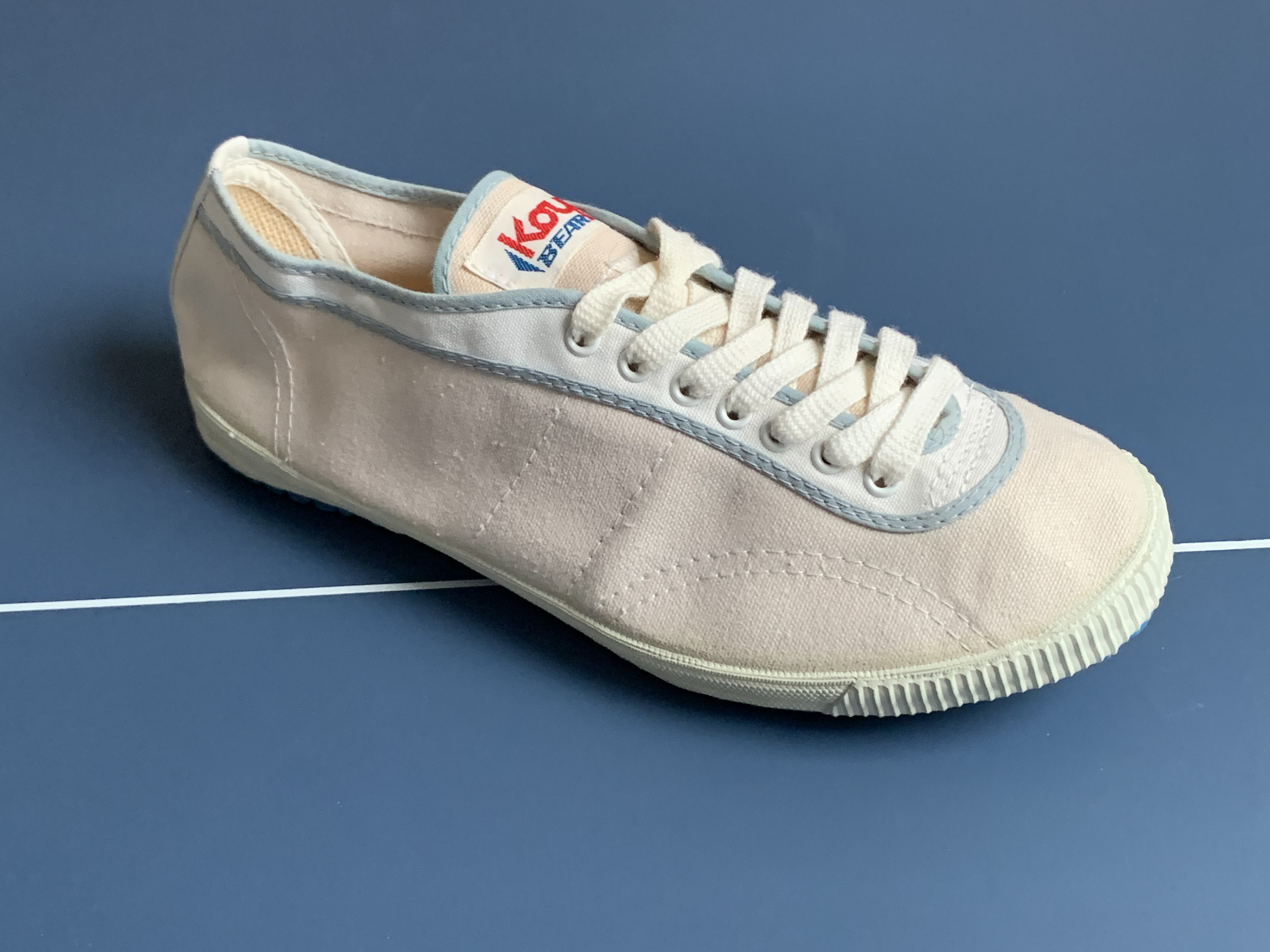
Zapatos de tenis de mesa vintage Koyo Bear Sharpman
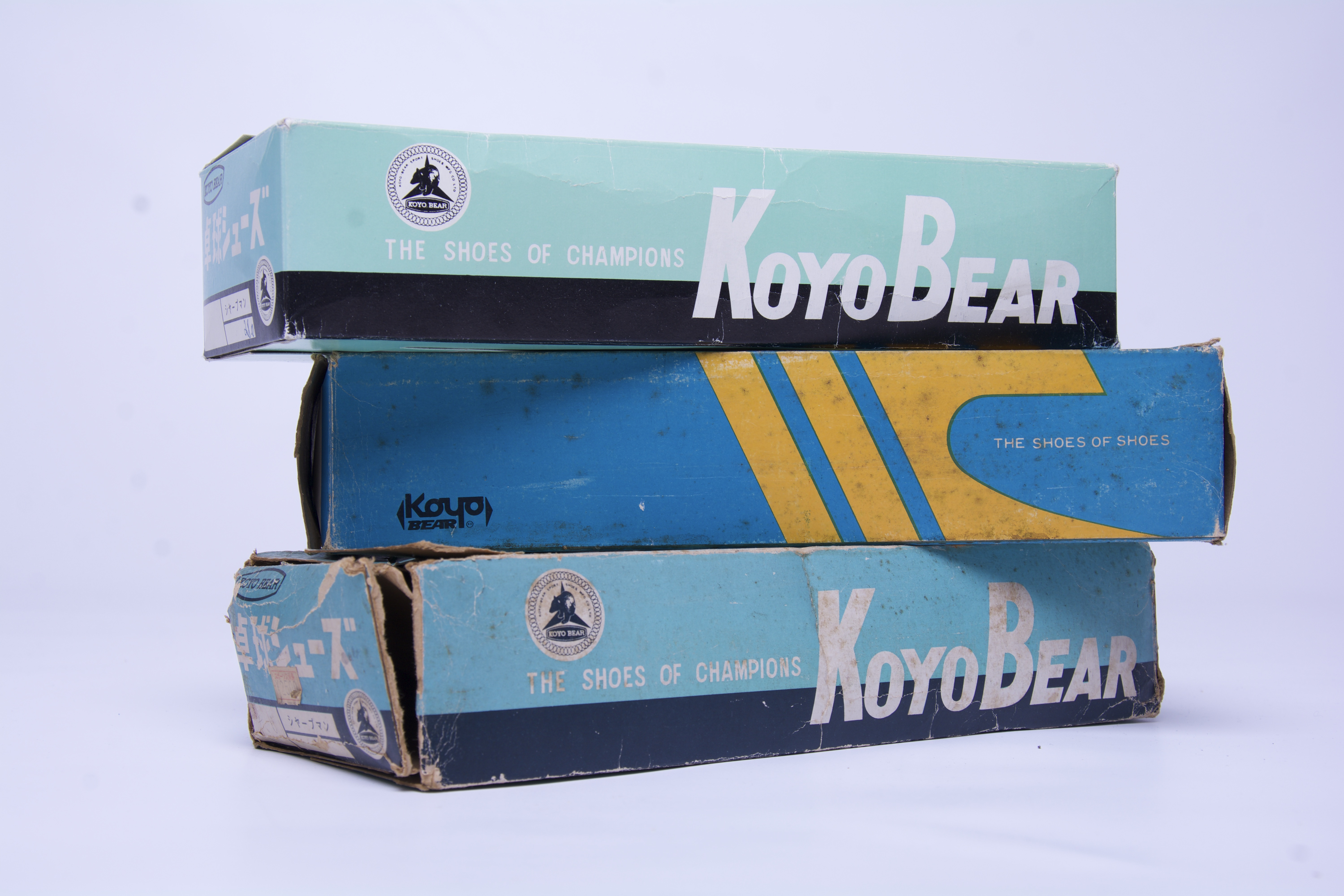
Cajas de zapatos vintage Koyo Bear
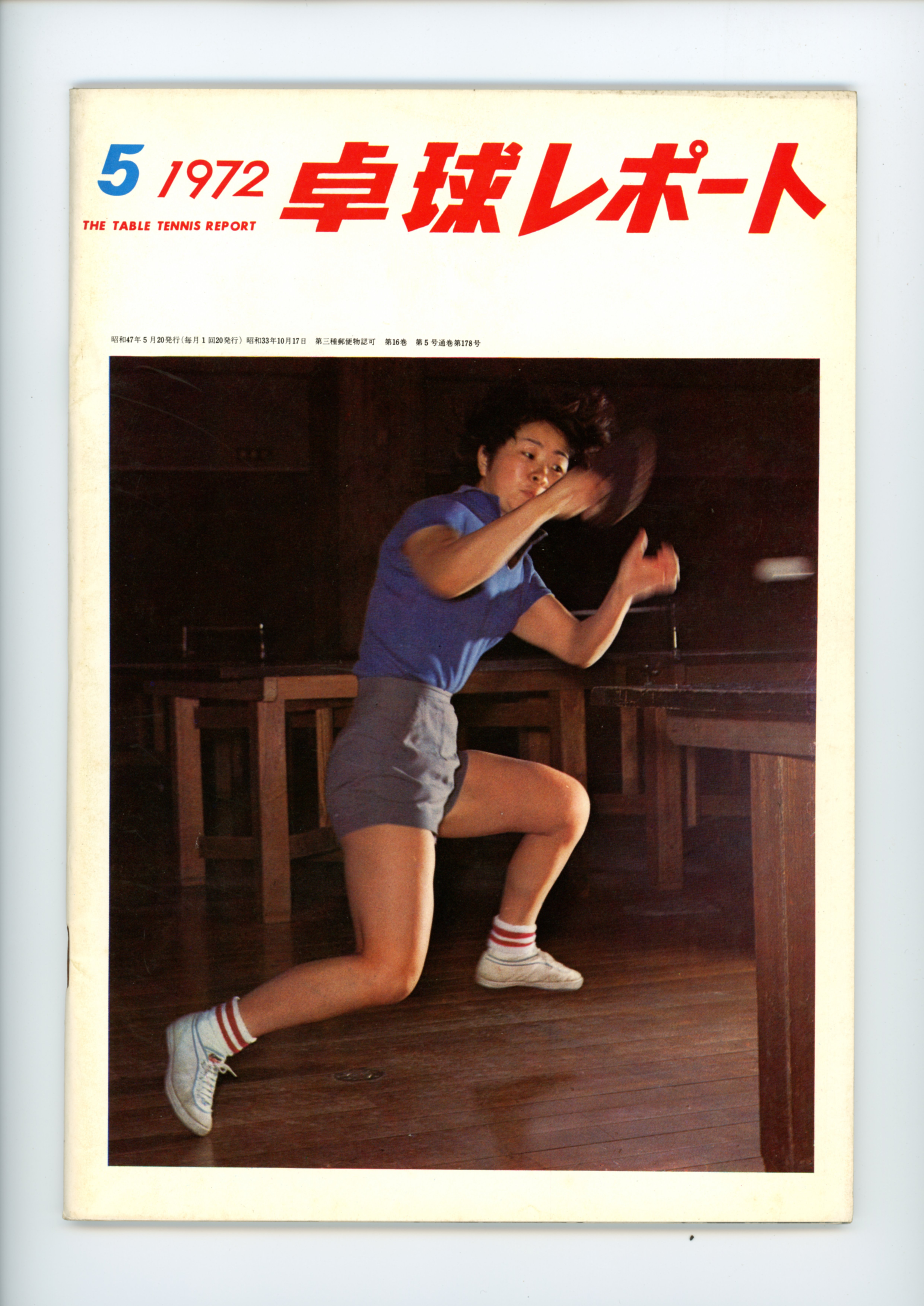
Portada Table Tennis Report 1972 Número 5 zapato Sharpman Koyo Bear
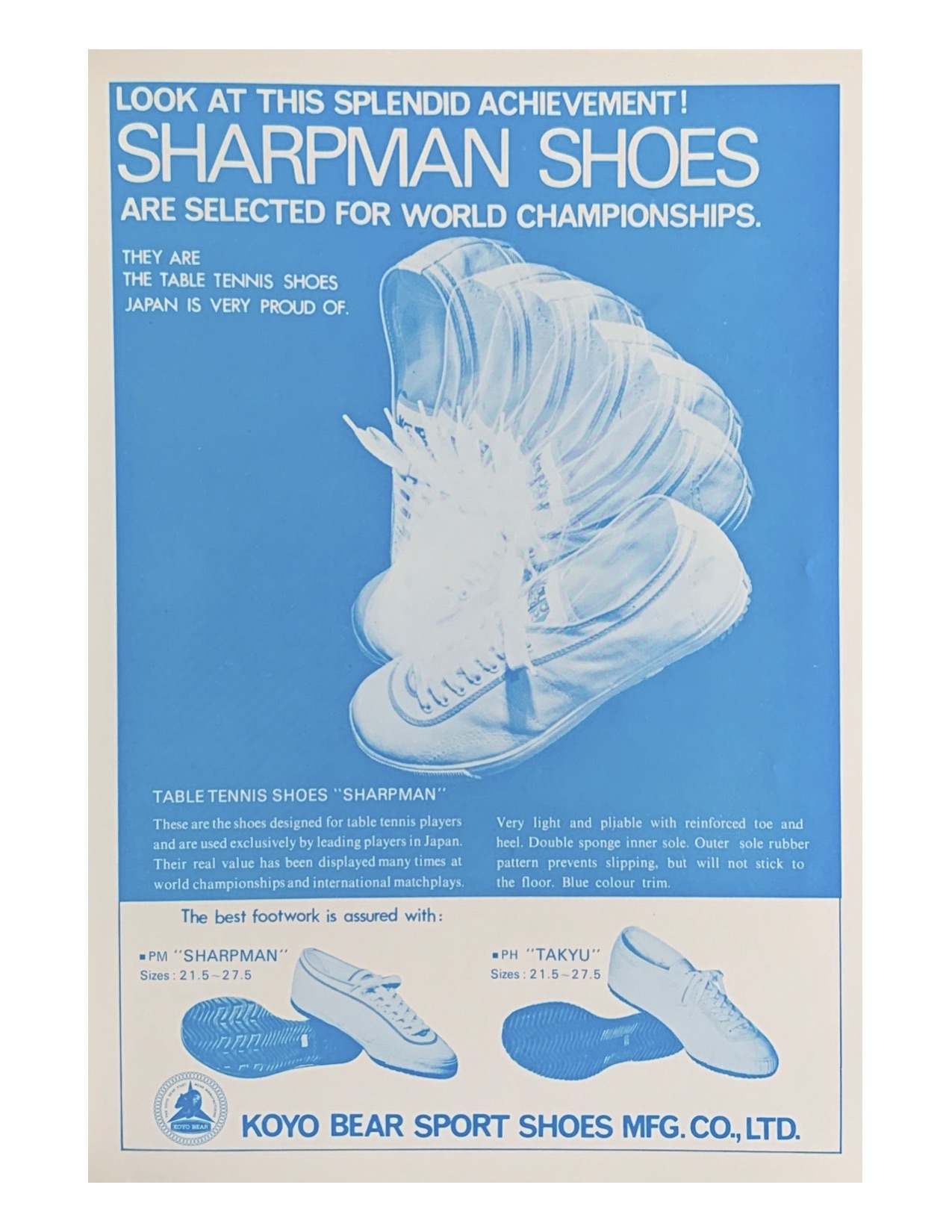
Anuncio Koyo Bear Sharpman Table Tennis Journal Número 10 1972

## Otros deportes
Además de zapatos de tenis de mesa, la marca también fabricaba calzado deportivo para otros deportes, como el baloncesto.

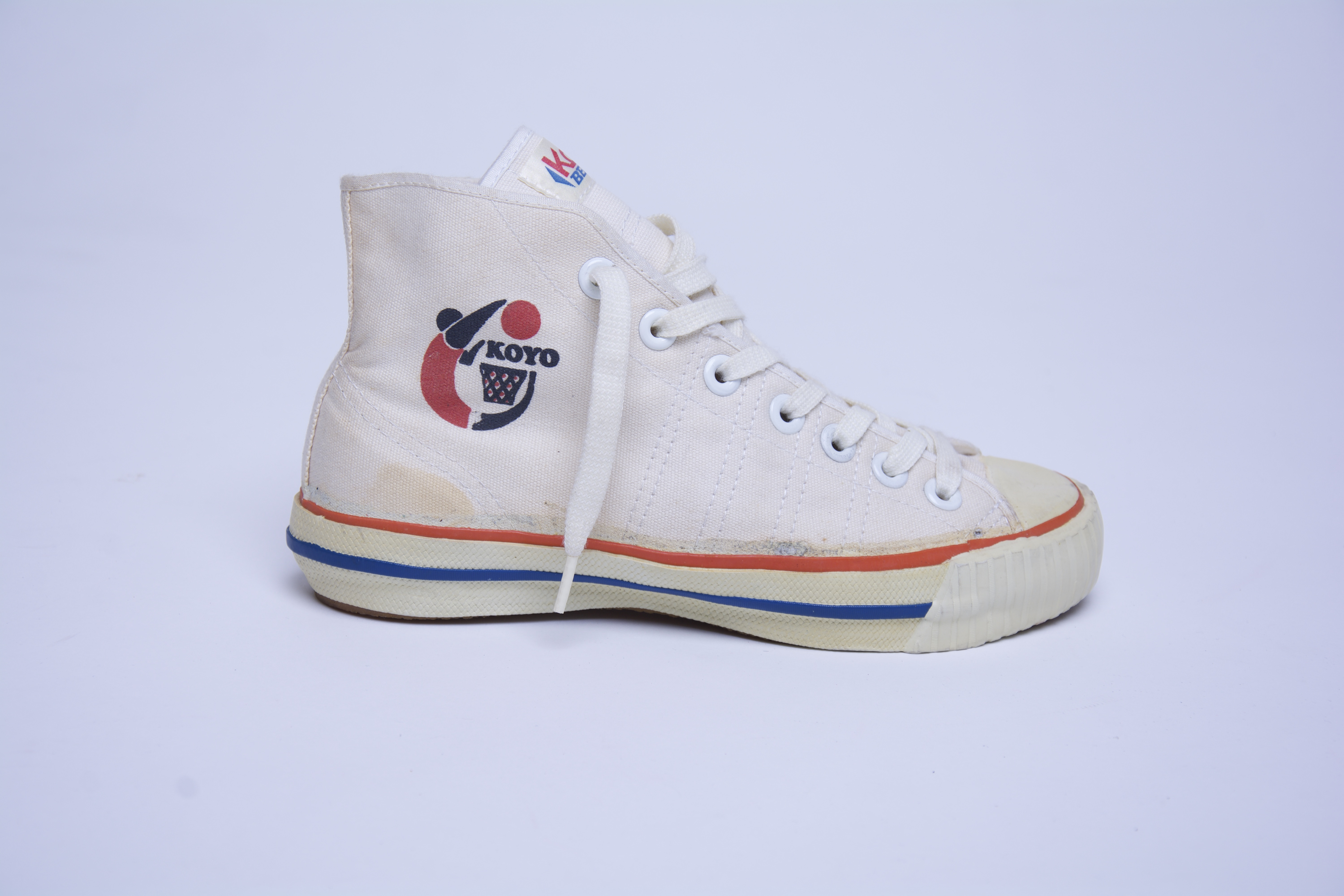
Zapato de baloncesto Koyo Bear
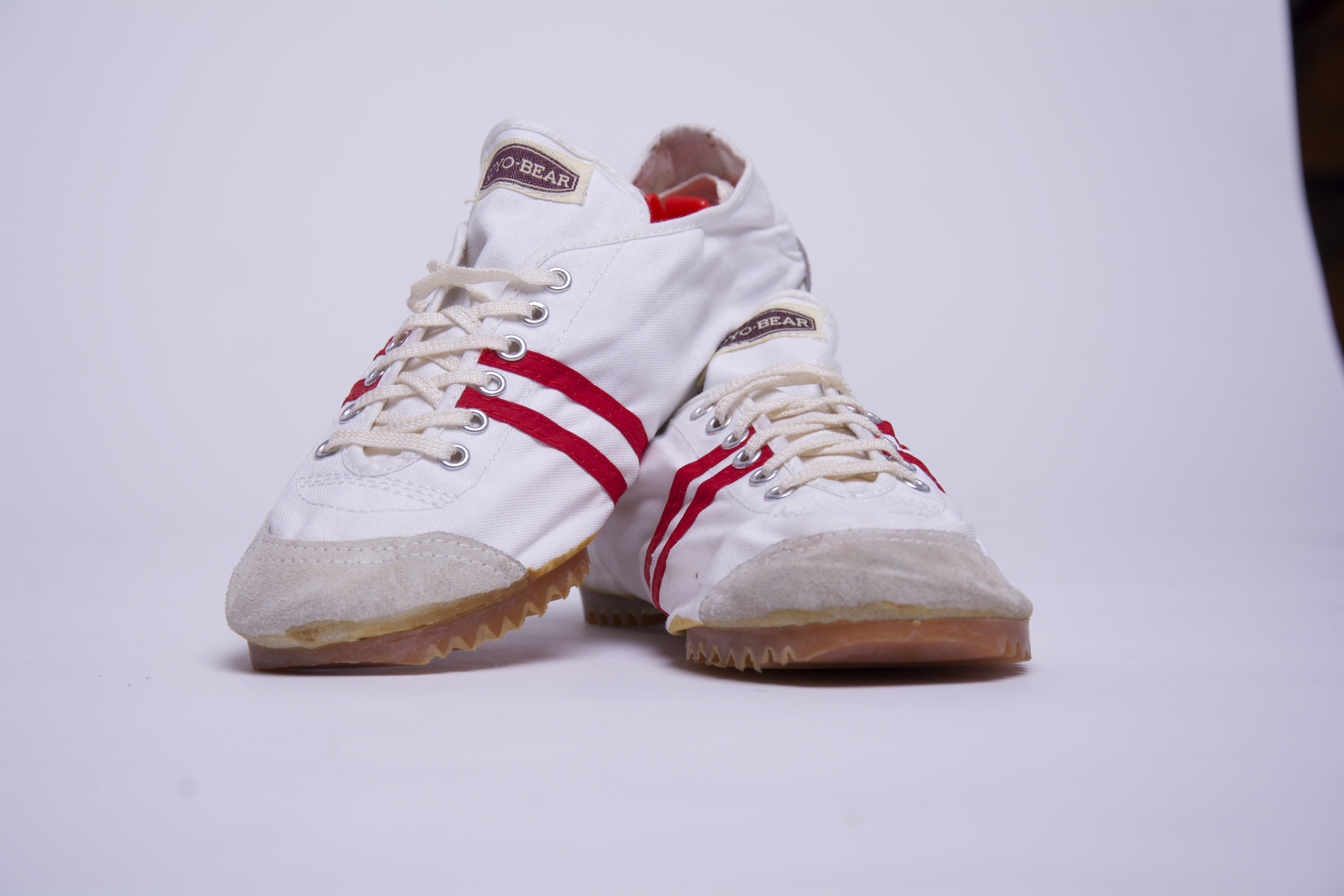
Zapato de correr Koyo Bear